# Conselleria d'Emergències i Interior de la Generalitat Valenciana
La Conselleria d'Emergències i Interior de la Generalitat Valenciana és un departament o conselleria del Consell de la Generalitat Valenciana encarregat de gestiona les competències en matèria d’interior, protecció civil, gestió de la Unitat del Cos Nacional de Policia adscrita a la Comunitat Valenciana, extinció d’incendis i gestió de les competències en matèria de situacions d’emergència, incloses les emergències sanitàries.
Des de l'onzena legislatura és màxim responsable el conseller Juan Carlos Valderrama Zurián.

## Entitats i organismes adscrits
- Agència Valenciana de Seguretat i Resposta a les Emergències
  - Institut Valencià de Seguretat Pública i Emergències (IVASPE)
  - 112 Comunitat Valenciana
  - Policia de la Generalitat
- Societat Valenciana de Gestió Integral dels Serveis d'Emergències

## Històric de competències

### Etapa preautonòmica
La conselleria d'Interior es crea el 1978 amb el primer govern del Consell del País Valencià, amb els socialistes Fernando Vidal com a conseller i Ricard Pérez Casado com a secretari general. Les primeres competències sota la responsabilitat de la conselleria foren les relacionades amb matèria legislativa del sol i d'organització, règim jurídic, béns i serveis de l'administració local, amb Vicent Soler com a director general. Mesos més tard incorporà les competències en matèria d'activitats molestes insalubres, nocives i perilloses. Amb el conseller Felip Guardiola s'aprova una primera estructura orgànica que contemplava dues direccions generals: la d'interior amb els serveis de protecció ambiental, vigilància i protecció civil i autoritzacions administratives; i la direcció general d'administració local.

### Conselleria de Governació

#### Etapa socialista
Amb l'entrada del president Joan Lerma (PSPV-PSOE) el 1982, prèviament a les primeres eleccions a les Corts Valencianes de 1983, el departament passa a prendre la denominació de Governació amb el conseller Felip Guardiola encara al capdavant. Mantindrà les competències d'administració local i d'interior, incorporant la direcció general de Seguretat. El 1984 actualitza el règim de funcionament per incorporar les noves competències transferides en matèria de Justícia, Administració Local i Promoció de I'Habitatge Rural.
El 1985 es dissol i les competències són assumides per altres departaments. Les referides a l'administració passen a la conselleria d'Administració Pública i les d'Interior i Seguretat recauen en presidència de la Generalitat. El 1987 també la Secretaria d'Interior passa a dependre d'Administració Pública amb el conseller Joaquín Azagra com a màxim responsable.

#### Etapa popular
Durant la IV Legislatura, la del canvi de govern al Consell amb Eduardo Zaplana (PP) a la presidència, les competències són assumides per la conselleria de Presidència a partir de 1997, amb el conseller José Joaquín Ripoll que ja venia gestionant-les com a responsable d'Administració Pública. La següent legislatura tornarà a integrar-se a la conselleria de Justícia i Administració Pública amb Serafín Castellanos (PP) de 1999 a 2000, i Carlos González Cepeda de 2000 a 2003.
L'any 2003 pren el relleu Francisco Camps (PP) com a cap del Consell i manté l'estructura de la conselleria de Justícia i Administració Pública com en les anteriors legislatures, primer amb Víctor Campos (2003-2004) i després amb Miquel Peralta (2004-2006) com a consellers de l'àrea. Però l'any 2005 decideix modificar el nom del departament passant a denominar-se Conselleria de Justícia, Interior i Administracions Públiques".
El 2007 les competències en matèria d'Interior tornen a disposar d'un departament propi sota la direcció de Serafín Castellano de nou, amb la nomenclatura que havia estat activa durant l'etapa socialista: Conselleria de Governació. A més de les competències pròpies (situacions d'emergència, interior, protecció civil, gestió de la unitat de la Policia Autonòmica Valenciana), la recuperada conselleria gestionarà les polítiques en matèria de desenvolupament de l'Estatut d'Autonomia, que en l'anterior període havia estat modificat. El president Camps amb el conseller Castellano impulsen des d'aquesta conselleria un discurs eminentment anticatalanista. Exemple d'aquesta línia és l'escàndol polític generat arran de la desautorització per part del conseller del Diccionari Normatiu Valencià publicat per l'Acadèmia Valenciana de la Llengua.
El desembre de 2012 la conselleria incorpora les competències de Justícia (anteriorment a la Conselleria de Justícia i Benestar Social) a més de les referides a la difusió de les bandes de música i la pilota valenciana provinents de la conselleria d'Educació, Cultura i Esports. Abans que acabara la legislatura però aquestes competències retornaren al departament d'Educació i Cultura. L'aposta per la línia anticatalanista va cristal·litzar amb l'aprovació de la Llei de Senyes d'Identitat Valencianes que va rebre el rebuig expressat tant per part de les forces de l’oposició com d’institucions, universitats i entitats i col·lectius representants de la societat civil.
Pot temps després de l'eixida del conseller Serafín Castellano esclata el cas de corrupció del Càrtel del Foc, una trama relacionada amb els contractes públics de la Conselleria per a l'extinció d'incendis. Castellano va admetre els delictes i va ser condemnat a dos anys i set mesos de presó pels delictes de falsedat en document públic, suborn, prevaricació, malversació i associació il·lícita.

### Govern del Botànic
Amb l'arribada al Consell del Govern del Botànic el 2015, amb Ximo Puig (PSPV-PSOE) a la presidència de la Generalitat, les competències en matèria d'emergència, interior, protecció civil recauen en l'Agència de Seguretat i Resposta a les Emergències sota l'estructura de la mateixa presidència i amb José Maria Ángel com a responsable.
A la següent legislatura, també sota el govern de coalició entre PSPV, Compromís i Unides Podem, l'Agència de Seguretat i Emergències passa a dependre de la nova conselleria de Justícia, Interior i Administració Pública que dirigeix Gabriela Bravo i amb José Maria Ángel de secretari autonòmic. La successió de situacions d'emergència al País Valencià, com la Gota freda de 2019 al Baix Segura, la pandèmia de COVID de 2020 o els diversos incendis forestals com els de la Vall d'Ebo (la Marina Baixa) i Begís (l'Alt Palància) el 2022, justificaren la creació de l'anomenada Unitat Valenciana d'Emergències que pretenia ser un servei de coordinació.

### Govern Mazón
El 2023 es produeix un nou canvi de color polític al Consell de la Generalitat amb l'entrada a l'executiu del PP i Vox sota la presidència de Carlos Mazón. El departament responsable de les competències serà la Conselleria de Justícia i Interior amb la consellera ultradretana Elisa Núñez al capdavant. Entre les primeres mesures del nou executiu de coalició és la derogació de la Unitat Valenciana d'Emergències, fet que seria motiu de crítica política arran de la gestió política realitzada en la Gota freda de 2024 al País Valencià que va provocar més de 200 morts.
Abans d'aquest succés que va marcar l'esdevenir del departament en l'XI Legislatura, el Consell de Mazón va viure una crisi de govern el juliol de 2024 amb l'eixida de la consellera i els consellers de Vox. El departament de Justícia i Interior passa a ser dirigit per Salomé Pradas, consellera responsable durant la Gota freda de 2024 i que va ser destituïda poc després.
El president Mazón reestructura el seu Consell crea un departament específic amb les competències de seguretat i emergències, a més de les d'interior protecció civil, policia autonòmica i extinció d’incendis amb Juan Carlos Valderrama al capdavant.

## Llista de conselleres i consellers
| #                                                                         | Legislatura                        | Nom                                | Nom                                | Inici mandat                       | Fi mandat                          | Partit polític                     | Partit polític                     |
| Conselleria d'Interior (1978-1982)                                        | Conselleria d'Interior (1978-1982) | Conselleria d'Interior (1978-1982) | Conselleria d'Interior (1978-1982) | Conselleria d'Interior (1978-1982) | Conselleria d'Interior (1978-1982) | Conselleria d'Interior (1978-1982) | Conselleria d'Interior (1978-1982) |
| ------------------------------------------------------------------------- | ---------------------------------- | ---------------------------------- | ---------------------------------- | ---------------------------------- | ---------------------------------- | ---------------------------------- | ---------------------------------- |
| 1                                                                         | Preautonomia                       |                                    | Fernando Vidal Gil                 | 10 d'abril de 1978                 | 30 de juny de 1979                 |                                    | PSPV                               |
| 2                                                                         | Preautonomia                       |                                    | Enric Monsonís Domingo             | 30 de juny de 1979                 | 15 de setembre de 1981             |                                    | UCD                                |
| Conselleria de Governació (1982-1985)                                     |                                    |                                    |                                    |                                    |                                    |                                    |                                    |
| 3                                                                         | Preautonomia i I                   |                                    | Felip Guardiola i Sellés           | 15 de setembre de 1981             | 24 de juliol de 1985               |                                    | PSPV                               |
| Dissolta (1985-2005)                                                      |                                    |                                    |                                    |                                    |                                    |                                    |                                    |
| Conselleria de Justícia, Interior i Administracions Públiques (2005-2007) |                                    |                                    |                                    |                                    |                                    |                                    |                                    |
| 4                                                                         | VI                                 |                                    | Miquel Peralta Viñes               | 28 d'octubre de 2005               | 29 de juny de 2007                 |                                    | PP                                 |
| Conselleria de Governació (2007-2012)                                     |                                    |                                    |                                    |                                    |                                    |                                    |                                    |
| Conselleria de Governació i Justícia (2012-2015)                          |                                    |                                    |                                    |                                    |                                    |                                    |                                    |
| 5                                                                         | VII i VIII                         |                                    | Serafín Castellano Gómez           | 29 de juny de 2007                 | 12 de juny de 2014                 |                                    | PP                                 |
| 6                                                                         | VIII                               |                                    | Luis Santamaría Ruiz               | 12 de juny de 2014                 | 29 de juny de 2015                 |                                    | PP                                 |
| Dissolta (2015-2019)                                                      |                                    |                                    |                                    |                                    |                                    |                                    |                                    |
| Conselleria de Justícia, Interior i Administració Pública (2019-2023)     |                                    |                                    |                                    |                                    |                                    |                                    |                                    |
| 7                                                                         | X                                  |                                    | Gabriela Bravo Sanestanislao       | 30 de juny de 2015                 | 7 de juliol de 2023                |                                    | Independent                        |
| Conselleria de Justícia i Interior (2023-2024)                            |                                    |                                    |                                    |                                    |                                    |                                    |                                    |
| 8                                                                         | XI                                 |                                    | Elisa Núñez Sánchez                | 19 de juliol de 2023               | 12 de juliol de 2024               |                                    | Vox                                |
| 9                                                                         | XI                                 |                                    | Salomé Pradas Ten                  | 12 de juliol de 2024               | 23 de novembre de 2024             |                                    | PP                                 |
| Conselleria d'Emergències i Interior (2024- )                             |                                    |                                    |                                    |                                    |                                    |                                    |                                    |
| 10                                                                        | XI                                 |                                    | Juan Carlos Valderrama Zurián      | 23 de novembre de 2024             | Actualitat                         |                                    | PP                                 |